# Банки Украины
Банковская система Украины является двухуровневой, где центральный банк — Национальный банк Украины (НБУ), а второй уровень занимают коммерческие банки.
На 1 августа 2021 года их насчитывается 72 (из них 33 — с иностранным капиталом, в том числе со 100 % иностранным капиталом — 23).
По критериям группирования банков НБУ в 2017 году банки делятся на такие группы:
- банки с государственной долей (государство прямо или опосредованно владеет более 75 % уставного капитала банка);
- банки иностранных банковских групп (банки, контрольные пакеты акций которых принадлежат иностранным банкам);
- банки с частным капиталом ‒ банки, конечный владелец которых — один или несколько частных инвесторов, владеющие не менее чем 50 % уставного капитала банка.

На начало 2016 года активы украинских работающих банков составляли 1,25 трлн грн..
Суммарный собственный капитал украинских банков к началу 2009 года превысил 100 млрд грн, 2012 г. — 150 млрд грн, 2014 г. — достиг почти 200 млрд грн, 2015 г. — вновь составил менее 150 млрд грн.
Половина депозитов вкладчиков — в иностранной валюте.
Действует государственный Фонд гарантирования вкладов физических лиц (ФГВФЛ).

## История
Первый кооперативный банк «Таврия» был зарегистрирован в конце 1988 года в Феодосии, а первый коммерческий — «Украинский инновацийный банк» — в начале 1989 года в Киеве. К концу года в стране действовало уже 12 коммерческих и 5 кооперативных банков.
Действующая в стране банковская система возникла на основе принятого Верховной Радой Украины 20 марта 1991 года закона «О банках и банковской деятельности».
В сентябре 1993 года Украина присоединилась к международной межбанковской электронной системе платежей SWIFT.
В 2011 году один банк приходился на 250 тыс. жителей.
До 2014 года в стране действовало почти 200 банков.
После трёх лет убыточной деятельности в 2009—2011 годах (вследствие кризиса 2008 года) в 2012 году прибыль украинского банковского сектора составил 4,9 млрд грн (убыток 2011 года — 7,7 млрд грн), а в 2013 году — 1,436 млрд грн.
Вследствие политического кризиса 2014 года и войны на востоке Украины банковская система вновь ушла в убыток. За январь—май 2014 года он составил 10,4 млрд грн, за первые три квартала 2014 года — около 11 миллиардов гривен, за январь-ноябрь — 22,4 млрд грн и только за последний месяц 2014 года — 30,5 млрд грн. Всего в 2014 году суммарный убыток банков составил 53 млрд грн (для сравнения, убыток 2009 года составил 38,4 млрд грн), а в 2015 году вырос ещё на 25,7 % — до 66,6 млрд грн.
2014 год называют наиболее сложным для банковской системы Украины за весь период её существования.
Как отмечают в кредитном агентстве Moody’s в апреле 2019 года, изменения в банковском секторе, в том числе национализация Приватбанка, стали одним из крупнейших успехов экономических реформ за последние пять лет.
Закон о банковской деятельности (2020), принятие которого является условием получения кредита от Международного валютного фонда (МВФ).

## Вклады населения
В 2013 году 45 % всех вкладов населения приходилось всего на пять банков: Приватбанк, Ощадбанк, Дельта Банк, Укрэксимбанк, Райффайзен Банк Аваль. В 2016 году первые пять крупнейших держателей депозитов населения: ПриватБанк (147,7 млрд грн), Ощадбанк (47,4 млрд грн), Укрэксимбанк (16,9 млрд грн), Райффайзен Банк Аваль (16 млрд грн), Альфа Банк (14,2 млрд грн).
Отток вкладов из банковской сферы за первое полугодие 2014 года превысил 25 %. К 1 сентября 2014 года с начала года общий объём депозитов в банках уменьшился с $20,415 млрд до $15,737 млрд. К декабрю система потеряла более 59 млрд грн и $9 млрд, или 14 % в гривне и 30 % в иностранной валюте от общего объёма депозитов. В 2014 году общий годовой отток депозитов населения стал рекордным за всю историю банковской системы Украины, всего депозитный портфель физических лиц в национальной валюте сократился на 23 % (58,2 млрд грн), а валютные депозиты сократились на 40,3 % (9,26 млрд долларов), в 2015 году сокращение составило соответственно 10,3 % и 33,1 %.
На конец 2015 года крупнейшими привлекателями вкладов юрлиц и физлиц по их объёму являлись ПриватБанк (178,1 млрд грн), Ощадбанк (93,4 млрд грн), Укрэксимбанк (77,7 млрд грн), Райффайзен Банк Аваль (39,2 млрд грн), Укрсиббанк (33,3 млрд грн), ПУМБ (27,6 млрд грн), Укргазбанк (27,5 млрд грн), Укрсоцбанк (26,8 млрд грн), Альфа-Банк Украина (25,2 млрд грн) и Креди Агриколь Банк (18,8 млрд грн).
Только Ощадбанк имел государственную гарантию на возмещение 100 % суммы вкладов, остальные банки могли возмещать суммы до 200 тыс. гривен на человека. Согласно меморандуму о сотрудничестве с МВФ, власти планировали с 2017 года начать постепенно отказываться от госгарантии для обеспечения полноценной конкуренции между частными и государственными банками.

## Платёжные карты
По данным НБУ, по состоянию на 1 июля 2020 года на Украине насчитывается 71,7 млн платежных карт (на 1 апреля их было 68,6 млн штук). Из них активные карты (по которым была осуществлена хотя бы одна операция за последний квартал) — 36,4 млн штук (на 1 апреля — 36,6 млн штук). Треть от всех активных платежных карт в Украине (33,9 % или 12,3 млн штук) являются бесконтактными платежными картами и токенизированными (токенизация — это технология, позволяющая обезопасить электронные платежи при помощи системы шифрования данных. Токенизация позволяет осуществлять платежи, не разглашая данные карты и счета пользователя. Информация о карте заменяется уникальными цифровыми идентификаторами — токенами).
Безналичные операции с использованием бесконтактных и токенизированных карт (с помощью смартфонов и других NFC-устройств) составляли половину от общего количества и суммы безналичных операций в торговых сетях (50,1 % и 50,9 % соответственно).

## Банкротства
В кризис 2008 года, в 2009—2010 годах в стране обанкротились 12 банков.
В 2009 году государство вошло в капитал и тем самым спасло от банкротства Укргазбанк, Родовид Банк и банк «Киев».
В 2014 году НБУ с рынка были выведены 33 банка, а в 2015 году — 35, что стало рекордом за всю историю страны.
Самыми значительными банкротствами 2014 года стали Брокбизнесбанк Сергея Курченко, банк «Форум» Вадима Новинского (до середины 2012 года принадлежавший Commerzbank) и «VAB Банк» Олега Бахматюка.
В 2015 году из топ-10 банков обанкротились «Надра Банк», «Дельта Банк» и «Финансы и Кредит».
В 2014 году сумма выплат вкладчикам неплатежеспособных банков ФГВФЛ составила 14,6 млрд грн, в 2015 году к началу осени — 32,5 млрд, тогда как ещё предстоит к выплате 14,7 млрд грн.

## Рефинансирование НБУ
Общий объём задолженности по кредитам рефинансирования банкам НБУ по состоянию на 1 января 2014 года составил 76,12 млрд грн, а на 1 января 2015 года — 108,95 млрд грн. В 2014 году общий объём предоставленных НБУ кредитов рефинансирования составил 222,26 млрд грн, объём их возврата банками — 189,43 млрд грн (для сравнения: в кризис 2008—2009 годах за весь 2008 год финучреждения получили помощь Нацбанка в размере 169,5 млрд грн, а в 2009 году — 64,4 млрд грн).

## 20 крупнейших
Мы имеем достаточно сильный банковский сектор, который готов присоединиться к Европе
Банковский сектор на Украине не соответствует статусу развивающейся страны, он скорее недоразвит и находится на уровне африканских стран
Список банков (по наибольшим активам) являются:
| №  | Название банка    | Контролирующий акционер          | Активов на 1 января 2023 г, (млрд, грн) | Активов на 1 января 2022 г, (млрд, грн) | Прирост г/г, % |
| -- | ----------------- | -------------------------------- | --------------------------------------- | --------------------------------------- | -------------- |
| 1  | ПриватБанк        | Государство Украина              | 734,4                                   | 582,9                                   | ↗ 26           |
| 2  | Ощадбанк          | Государство Украина              | 298,2                                   | 249,9                                   | ↗ 19           |
| 3  | Укрэксимбанк      | Государство Украина              | 256,5                                   | 210,1                                   | ↗ 22           |
| 4  | Райффайзен Банк   | Raiffeisen Bank International AG | 187,3                                   | 133,7                                   | ↗ 40           |
| 5  | Укргазбанк        | Государство Украина              | 146,4                                   | 130,3                                   | ↗ 12           |
| 6  | ПУМБ              | Ринат Ахметов                    | 127,8                                   | 110,1                                   | ↗ 16           |
| 7  | УкрСиббанк        | BNP Paribas                      | 113,1                                   | 79,5                                    | ↗ 42           |
| 8  | OTP Bank          | OTP Bank                         | 100,4                                   | 73,4                                    | ↗ 37           |
| 9  | Sense Bank        | Государство Украина              | 96,1                                    | 125,3                                   | ↘ 23           |
| 10 | Универсал Банк    | Сергей Тигипко                   | 95,2                                    | 60,2                                    | ↗ 58           |
| 11 | Crédit Agricole   | Crédit Agricole                  | 79,2                                    | 56,7                                    | ↗ 40           |
| 12 | Citibank          | Citigroup                        | 52,2                                    | 33,8                                    | ↗ 55           |
| 13 | Пивденный         | группа физлиц                    | 49,7                                    | 49                                      | ↗ 1            |
| 14 | Кредобанк         | PKO Bank Polski                  | 41,7                                    | 34                                      | ↗ 22           |
| 15 | ПроКредит         | ProCredit Holding                | 36,6                                    | 32,3                                    | ↗ 13           |
| 16 | Таскомбанк        | Сергей Тигипко                   | 32,4                                    | 31,7                                    | ↗ 2            |
| 17 | А-Банк            | Суркисы                          | 22,1                                    | 16                                      | ↗ 38           |
| 18 | Банк Кредит Днепр | Александр Ярославский            | 21,3                                    | 23,6                                    | ↘ 10           |
| 19 | Банк Восток       | группа физлиц                    | 21,2                                    | 19,9                                    | ↗ 7            |
| 20 | ИНГ               | ING                              | 16                                      | 13,6                                    | ↗ 17           |

## Иностранные банки
В 2017 году согласно классификации НБУ в стране насчитывается 38 банков с иностранным капиталом.
Крупных банков с западным капиталом насчитывается четыре: Райффайзен Банк (Австрия), Укрсоцбанк, УкрСиббанк (Франция), Креди Агриколь Банк (Франция).
Россия
На 1 марта 2017 года в стране работали пять банков с российским капиталом: Проминвестбанк, Дочерний банк Сбербанка России, ВТБ Банк, БМ-банк, VS-банк.
По оценкам НБУ, доля средств физических лиц с начала 2014 года к 2016 году в российских банках снизилась до 5,8 % с 9,3 %, юридических — до 3,3 % с 8,3 %.